# يواكيم إيهلن
يواكيم إيهلن (بالنرويجية البوكمول: Joakim Ihlen)‏ هو شخصية أعمال نرويجي، ولد في 22 مارس 1899 في سكيدسمو في النرويج، وتوفي في 15 سبتمبر 1981 في أوسلو في النرويج.